# مضاد قيء

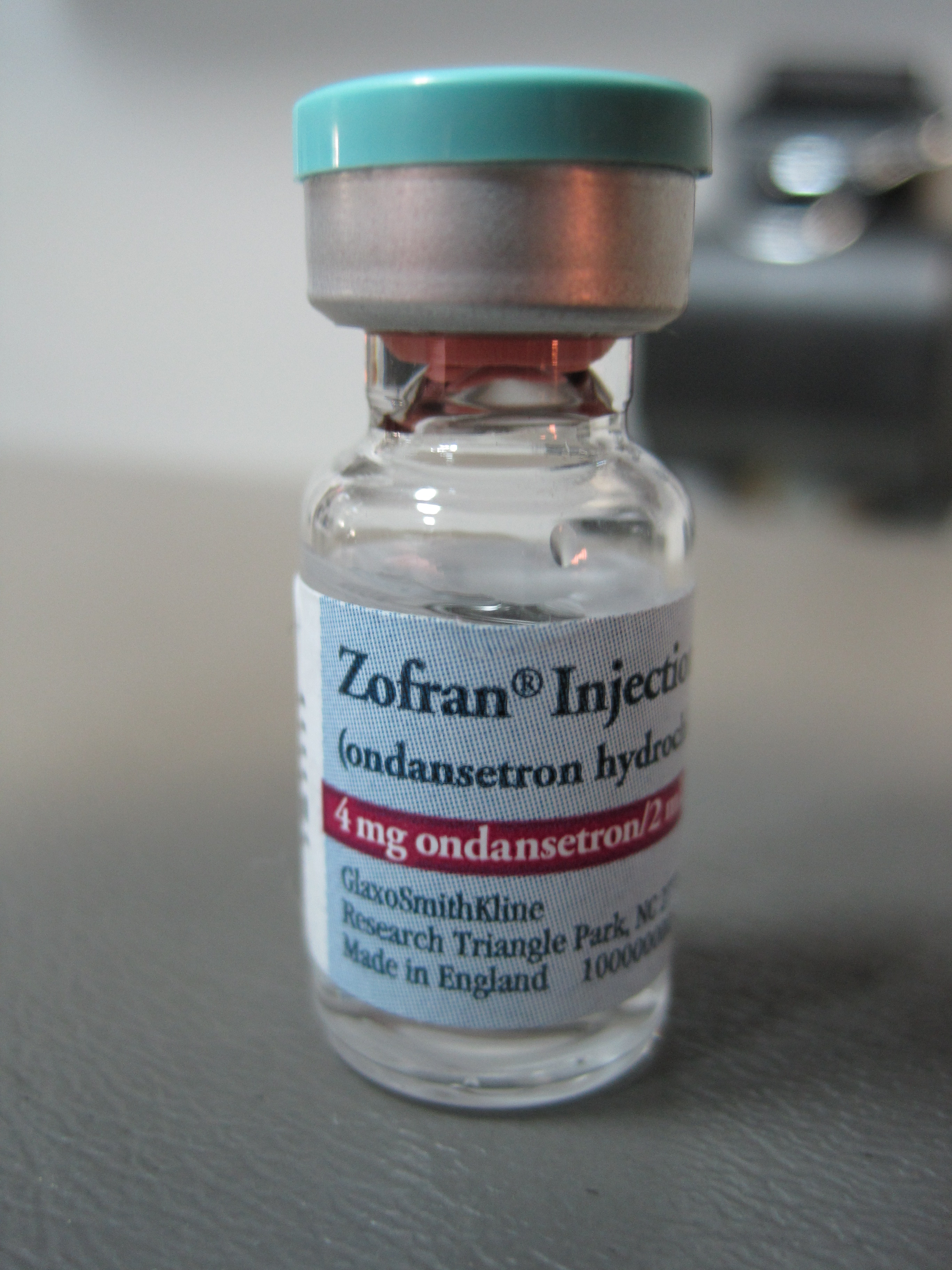

مضاد القيء هو الدواء الفعالة ضد التقيؤ والغثيان. عادة ما تستخدم مضادات القيء لعلاج دوار الحركة والآثار الجانبية للمسكنات الأفيونية والتخدير العام والعلاج الكيميائي ضد السرطان. كما يمكن أن تستخدم في الحالات الشديدة من التهاب المعدة والأمعاء، وخاصة إذا كان المريض يعاني من الجفاف.
ويمكن أيضا أن تستخدم مضادات القيء لعلاج غثيان الصباح، ولكن هناك القليل من المعلومات حول تأثيرها على الجنين، والأطباء يفضلون عدم استخدامها إلا عند الضرورة.

## أمثلة على مضادات القيء
- مضادات 5-هت3
  - دولاسترون
  - غرانيسترون
  - أونداسترون
  - دولاسترون
  - تروبيسترون
  - بالونوسترون
  - ميرتازابين
- مستقبلات الدوبامين
  - دومبيريدون
  - أولانزابين
  - كلوربرومازين وبروكلوربيرازين وهالوبيريدول ودروبيريدول
  - أليزابريد
  - ميتوكلوبراميد
- مضادات نيوروكينين 1
  - أبريبيتانت
  - كاسوبيتانت
- مضادات الهستامين (مضادات مستقبلات الهستامين هـ1)
  - سيكليزين
  - ديفينهيدرامين
  - ديمنهيدرينات
  - دوكسيلامين
  - مكليزين
  - بروميثازين
  - هيدروكسيزين
- كانابينويدات
  - درونابينول
  - القنب الطبي
  - ساتيفكس
  - كانابينويدات مصنعة مثل نابيلون
- بنزوديازيبين
  - ميدازولام
  - لورازيبام
- مضادات الكولين
  - سكوبولامين
- ستيرويدات
  - ديكساميتازون
- أخرى:
  - تريميثوبنزاميد
  - زنجبيل
  - إميترول
  - بروبوفول
  - نعناع
  - موسيمول
  - نانخة